# Natalie Evans
Natalie Jessica Evans, née le 29 novembre 1975 à Holywood en Irlande du Nord, est une femme politique britannique.

## Biographie
Elle effectue ses études en sciences politiques et sociales à New Hall (Cambridge), obtenant sa maîtrise,, en 1998.
Candidate du parti Conservateur, elle est battue aux élections des conseillers (Bounds Green Ward) de mai 2010, dans la circonscription londonienne de Haringey avec seulement 647 voix favorables.
Le 5 novembre 2010, en tant que directrice adjointe du Policy Exchange, elle donne la parole à Theresa May lors de son intervention sur les problèmes de l'immigration.
Elle dirige ensuite le service politique de la Chambre de commerce britannique, devient directrice déléguée du Conservative Research Department,, puis directrice de l'exploitation du réseau des écoles publiques gratuites (New Schools Network) en 2011, dont elle devient la directrice en janvier 2013.
Épouse de James Wild, elle fut nommée pair à vie le 12 septembre 2014 en tant que baronne Evans de Bowes Park du borough londonien de Haringey; elle est admise à la Chambre des lords le 28 octobre suivant et démissionne de son poste au réseau des écoles publiques gratuites en mai 2015.
Nommée Lord du sceau privé par la Première ministre Theresa May en 2016, elle est chargée du rôle de leader de la Chambre des lords. Elle est reconduite à ce poste dans le gouvernement Johnson le 24 juillet 2019.